# Fiche (Etiopia)
Fiche (anche nella forma Fikke) è una città dell'Etiopia situata nella zona dello Scioa settentrionale nella regione di Oromia.
Si trova a circa tre km dalla strada principale Addis Abeba-Debra Marcos; ha un'altitudine compresa tra i 2.738 e 2.782 metri sul livello del mare.
Tra i luoghi di interesse rilevanti dell'area di Fiche si annoverano la chiese della città quali la Giyorgis Bete Kristiyan e la Medhane Alem Bete Kristiyan. La città peraltro ha dato i natali a numerosi pittori etiopi di temi religiosi come Alaqa Gebre Selassie Adil (1881-1975), Emealaf Hiruy (1907-1971), e Alefelege Selam (1924-).

## Storia
Il ras Kassa Haile Darge stabilì la ex provincia di Selale da Fiche nel XX secolo.
Il deposto Lij Iyasu fu imprigionato nella casa del ras Kassa finché non fuggì nel 1931. W.E.D. Allen attraversò Fiche nel 1941, e descrisse la città come avente "il carattere abituale delle cittadine abissini: «Un agglomerato di capanne in piedi in boschi di eucalipto piuttosto tristi e dominato da una fortezza e la villa europea dei Ras» Egli osservò altresì che «Fiche aveva una certa importanza strategica nella politica feudale dell'Abissinia poiché si trovava a cavallo della linea principale di comunicazione tra la capitale e il Gojjam, e nel periodo di colpi di stato negli anni '20 il signore di Salale era sempre nella posizione di intervenire improvvisamente nella capitale solo 70 miglia di distanza».
Nel 1936, dopo che il ras Hailu Tekle Haymanot li convinse ad arrendersi all'inizio della occupazione italiana, i due figli del ras Kassa, Aberra e Asfawoss, furono giustiziati in Fiche.
Nel 1958, Fiche fu uno dei 27 posti ufficialmente classificato in Etiopia come un ‘’First Class Township’’. La base militare del 1° vigili del Territorial Army etiope, che si trovava a Fiche, venne utilizzata dal Derg per mettervi i coscritti della Milizia popolare (ricostituito nella primavera del 1977 come "Armata Rossa") attraverso un periodo di formazione di base di dodici settimane con armi moderne.
Il comune ha annunciato nel febbraio 2009 che aveva cominciato varie opere di sviluppo per un totale di 5,6 milioni di birr, che prevedeva la costruzione di vicoli, fossati, un macello, e l'espansione di acqua, servizi sanitari e di energia elettrica.

## Società

### Evoluzione demografica
Sulla base di dati dell'Agenzia Statale Centrale del 2005, Fiche ha una popolazione totale stimata di 37.861 abitanti, di cui 18.446 uomini e 19.415 donne. Il censimento del 1994 ha riferito che questa città aveva una popolazione totale di 21.187 di cui 10.004 uomini e 11.183 donne. Il censimento nazionale del 2007 ha riportato una popolazione totale di 27.493 abitanti, di cui 12.933 uomini e 14.560 donne. La maggior parte degli abitanti (94.42%) si dichiara appartenente alla Chiesa ortodossa etiope, seguita da una comunità (3,61%) di fede protestante.